# Roodkappapegaai
De roodkappapegaai (Pionopsitta pileata) is een vogel uit de familie Psittacidae (papegaaien van Afrika en de Nieuwe Wereld).

## Verspreiding en leefgebied
Deze soort komt voor in zuidoostelijk Brazilië, oostelijk Paraguay en noordoostelijk Argentinië

## Status
De grootte van de populatie is niet gekwantificeerd maar de soort wordt omschreven als niet algemeen. Op de Rode lijst van de IUCN heeft deze soort de status niet bedreigd.